# Провулок Короленка (Харків)
Провулок Короленка — провулок в центрі Харкова, в Основ'янському та Київському адміністративних районах. Починається від Кооперативної вулиці, йде на північ і долучається до Миколаївської вулиці. Провулок Короленка перетинають Вірменський провулок, проспект Героїв Харкова. По короткому відрізку вулиці проходить автошлях М18, який тут починається і йде далі Подільським провулком. На північ від проспекту Героїв Харкова провулок належить до Київського району, а на південь — до Основ'янського. Довжина близько 390 метрів.

## Історія і назва
Перша назва — Миколаївський. Пізніше змінив назву на Класичний (1804).
У другій половині XIX століття Класичний провулок перейменували у Петровську вулицю (на честь 150-річчя перемоги під Полтавою.
У листопаді 1922 року провулок отримав ім'я громадського діяча та письменника Володимира Галактіоновича Короленка.
Перші будівлі на цій болотистій частині міста з'явилися у першій половині XVIII століття.
Територію між сучасним проспектом Героїв Харкова, провулком Короленка та Кооперативною вулицею займало озеро.
На розі провулка і проспекту Героїв Харкова, за даними 1783 року, знаходилася будівля садиби, яка належала Казенному училищу (Харківським додатковим класам), яке було відкрито при Харківському Колегіумі для навчання молоді прикладним наукам. Додаткові класи знаходилися на місці, де зараз Харківська державна наукова бібліотека ім. В. Г. Короленка. Додаткові класи проіснували двадцять років. Пізніше їх відокремили від Колегіуму та об'єднали з Народним училищем у 1789 році.
У 1841 році училище зазнало перетворень та стало називатися Харківською гімназією. Вже у 1845 році гімназія переїхала до нового приміщення на Московській вулиці (проспекті Героїв Харкова), де перебувала до Другої світової війни. На цьому місці зараз житловий будинок.
В приміщенні, яке раніше належало народному училищу, і в будинку № 4 у 1867 році було відкрито дві друкарні.
Після Другої світової війни та перепланувань у провулку збереглися три будинки початку ХХ століття — пам'ятки архітектури. Це два житлові будинки № 10, № 19 та будівля бібліотеки.

## Будинки
- Буд. № 10 — 1900 р. — Пам'ятка архітектури Харкова, житловий будинок, 1900 р., арх. Диканський М. Г.
- Буд. № 18 — Пам'ятка архітектури Харкова, Харківська державна наукова бібліотека імені В. Г. Короленка, 1901  р., Бекетов О. М. , Величко В. В.

На розі провулка і Миколаївській вулиці (нині вулиця Короленка) в 1899—1901 роках за проєктом архітектора О. М. Бекетова було споруджено великий двоповерховий будинок бібліотеки. За цей проєкт О. М. Бекетов отримав звання академіка архітектури. Спостереження за будівництво здійснював архітектор В. В. Величко. На фронтоні будинку бібліотеки дата — 1886 рік. Невелика група ентузіастів, серед яких були видатні вчені та громадські діячи Харкова, на власні кошти і пожертвування громадськості міста відкрила громадську бібліотеку 26 вересня 1886 року. Обсяг її фонду становив 1700 томів.
Спочатку бібліотека містилася у флігелі міської думи, потім в будинку міського банку на Торговій площі, а з 1890 року, до переходу в власний будинок в 1901 році, тулилася в приватному будинку на розі Московської вулиці і Петровського провулка. Незважаючи на всі незручності і переїзди, бібліотека обслуговувала читачів і росла. На день переходу в нову будівлю її фонд налічував 80 000 томів.
Починаючи з 1901 року бібліотека стала розширювати коло читачів, створивши філії на Петінке (нині Плеханівська вулиця), Панасівці (тепер вулиця Котлова) і Холодній горі. Після поразки першої російської революції, в роки реакції, філії бібліотеки були закриті.
1922 року бібліотеці присвоєно ім'я російського письменника В. Г. Короленка.
У 1930 році для бібліотеки було збудоване нове приміщення за проєктом архітектора Д. Вейцмана.
Під час війни будівля бібліотеки та книгосховища зазнали руйнації, але були відновлені до первісного вигляду.
У 1970—1979 роках побудовано нове книгосховище (13 поверхів) з боку Слюсарного провулка та службові приміщення впродовж провулка Короленка.
У різні роки бібліотеку відвідували видатні особистості: Олександр Скрябін, Бела Барток, Сергій Рахманінов, Валентин Катаєв, Юрій Олеша, Анна Ахматова, Микола Асєєв, Павло Тичина, Михайло Зощенко, Олексій Толстой тощо.
Харківська державна наукова бібліотека імені В. Г. Короленка — одна з найбільших в Україні. В її книжкових фондах — понад 7 мільйонів примірників видань. Величезну цінність становлять рукописи та стародруки XIV—XVII століть.
13 березня 2022 р. бібліотека постраждала через обстріл російських окупантів. У будівлі були потрощені вікна, пошкоджені 2 книгосховища, головний корпус та вітражі.
- Буд. № 19 — Пам'ятка архітектури Харкова, житловий будинок, 1902 р., арх. Диканський М. Г.

У повоєнний період майже весь провулок забудований упорядкованими житловими будинками.